# Trédion
Trédion (tiếng Breton: Tredion) là một xã ở tỉnh Morbihan trong vùng Bretagne tây bắc Pháp. Xã này có diện tích 25,76 km², dân số năm 1999 là 888 người. Khu vực này có độ cao từ 24-121 mét trên mực nước biển.
Cư dân của Trédion danh xưng trong tiếng Pháp là Trédionais.